# Hot Girls Wanted: Turned On
Hot Girls Wanted: Turned On es una serie de televisión de seis partes de Netflix que se estrenó el 21 de abril de 2017. Una continuación del documental de 2015 Hot Girls Wanted, fue producido por Jill Bauer, Ronna Gradus y Rashida Jones. La serie explora la pornografía, la tecnología y las relaciones.
Su objetivo era incluir narrativas más diversas que Hot Girls Wanted, que fue criticada por trabajadoras sexuales por no contener historias positivas sobre la industria del sexo. Sin embargo, muchas trabajadoras sexuales que aparecen en Turned On declararon que se violó su consentimiento y que ellas y sus familias se pusieron en riesgo, incluidas dos mujeres cuyo contenido se mostró en la serie sin su conocimiento. La actriz pornográfica Gia Paige, que aparece en el episodio «Money Shot», dijo que la producción violó sus límites, que la incluyeron en la serie a pesar de aceptar editarla y que incluyeron parte de su nombre real. Aparte de las críticas por motivos éticos, la serie recibió una recepción crítica muy positiva.

## Trasfondo
La serie es una continuación de la película documental de 2015 Hot Girls Wanted, y producida por las mismas personas: Jill Bauer, Ronna Gradus y Rashida Jones. Jones dijo que se interesó en la industria del sexo después de ver pornografía y buscar contenido que coincidiera con sus deseos, en lugar de contenido más extremo que se le presentó en sitios de tubo. Hot Girls Wanted generó críticas dentro de la industria del sexo por su omisión de cualquier lado positivo de la industria. Turned On fue lanzado el 21 de abril de 2017.

## Sinopsis
El primer episodio, «Women on Top», trata sobre la pornografía femenina y el feminismo en el porno: presenta a Holly Randall y Erika Lust. El segundo episodio, «Love Me Tinder», trata sobre la experiencia de una ex figura de la telerrealidad con las aplicaciones de citas. «Owning It» muestra a una mujer que trabaja en el reclutamiento de pornografía y una artista que trae a la industria. «Money Shot» trata sobre el agente pornográfico Riley Reynolds y su entonces novia Gia Paige, una actriz pornográfica. «Take Me Private» está protagonizada por una modelo de cámara web, a quien los documentalistas presentan a uno de sus espectadores. «Don't Stop Filming» detalla un incidente en el que una niña de 18 años filmó a su amiga siendo violada en el sitio web de transmisión en vivo Periscope, y fue acusada de delitos de violación y secuestro.

## Producción
En respuesta a las críticas de Hot Girls Wanted, Jones dijo que Turned On se propuso «mostrar que hay muchas historias en la industria del porno», como el episodio más positivo «Women on Top» que dirigió. Comentó que un tema de la serie es «autoempoderamiento versus autoobjetivación».

## Recepción

### Por trabajadoras sexuales
Reportado por primera vez por Vocativ, al menos cuatro de las trabajadoras sexuales que aparecen en Turned On estaban descontentas con la producción, diciendo que violaba su consentimiento. Inicialmente, Gia Paige accedió a aparecer en «Money Shot», pero se sintió incómoda con la presión de los directores para que hablara sobre su familia, y el equipo de cámara la filmó después de que ella les pidió que se detuvieran. El proceso de filmación le dio un ataque de pánico. Según Paige y Reynolds, los productores acordaron que Paige no aparecería en la edición final a cambio de filmaciones adicionales con Reynolds. Sin embargo, fue incluida en la serie, y su perfil de Facebook y parte de su nombre legal se mostraron sin oscurecer. Paige solo descubrió su inclusión cuando un fan le envió un mensaje que había usado la información para averiguar su nombre legal completo y otra información personal. Bauer y Gradus dijeron que las afirmaciones de Paige eran falsas.
Turned On también presentó un clip público de Perisope de dos mujeres, que luego escribieron que la producción no les informó sobre su aparición. Se utiliza en «Don't Stop Filming» para explicar la naturaleza del sitio web. Mientras que una de ellas se acercó a la producción, quienes dijeron que podían «explicarle el uso justo», la otra le dijo a Vocativ que mostrar el clip a una amplia audiencia ponía en riesgo la seguridad de su familia. Bauer y Gradus dijeron que la descripción de Periscope era legal y que las mujeres que aparecen «nunca jamás» fueron descritas como trabajadoras sexuales. Gradus declaró que «los espectadores nunca habrían sabido» las identidades de las mujeres si no se hubieran «identificado». Cuando el entrevistador de Variety, Daniel Holloway, le preguntó si los objetivos de las mujeres eran «hacer crecer sus perfiles», Gradus dijo que «esa es una pregunta justa».
Un agente pornográfico que aparece en la serie dijo que preguntó si la producción era parte de Hot Girls Wanted y le dijeron que no; afirmó que no habría participado si lo hubiera sabido, y no descubrió la asociación hasta el debut del programa. Otra crítica provino de Reynolds, de quien el rostro de su padre se muestra parcialmente en la serie a pesar de los acuerdos de que no aparecería. La asociación de comercio pornográfico Free Speech Coalition dijo que si las acusaciones de las trabajadoras sexuales eran ciertas, entonces «los productores pueden estar perpetuando prácticas laborales injustas contra los artistas [del entretenimiento para] adultos». Instaron a Netflix a «pausar de inmediato la distribución» del programa. Un agente pornográfico le dijo a The Daily Beast que los sujetos del documental no fueron tratados éticamente, mientras que un actor pornográfico le dijo a la misma publicación que no le gustaba cómo las historias se centraban en los actores anormales y poco profesionales.
Jones no se ha pronunciado al respecto de las decisiones tomadas en Turned On. En 2021, el anuncio de una adaptación documental de Sell/Buy/Date, una obra de teatro unipersonal sobre la industria del sexo, provocó una reacción violenta por la participación de Jones en la misma.

### Por los críticos
En general, la serie recibió una recepción crítica positiva. Algunos críticos la compararon favorablemente con la serie de antología de ciencia ficción centrada en la tecnología Black Mirror. Shirley Li de Entertainment Weekly le dio a la serie documental una A−, elogiando los episodios primero, tercero y quinto. Elogió que la producción había aprendido de las críticas de Hot Girls Wanted y que el formato más largo permite a los productores «simplemente sentarse y contar seis historias». Li criticó el segundo episodio como «escenificado» y menos interesante, y el cuarto como «en gran parte una secuela del documento original que trata de cubrir demasiado».
Ed Power de The Daily Telegraph lo calificó con cuatro de cinco, describiendo «la sórdida verdad del negocio» como «imposible de ignorar» a pesar de que la narrativa «se toma la molestia de no sermonear al espectador sobre la moralidad de la pornografía». Julia Raeside de The Guardian comentó que «logra en gran medida» su misión de «dar un paso atrás y no juzgar a sus sujetos». Elogiando particularmente el episodio final, Raeside escribió que «el director Peter Logreco extrae la historia de Marina y su padre devastado con habilidad y falta de sensacionalismo, creando una obra verdaderamente importante».
Robert Lloyd de Los Angeles Times creía que «la mayoría de los episodios tienen el peso y la complejidad de un buen largometraje», mostrando suficiente variedad y «la sofisticación fotográfica de otras series documentales de Netflix», una mejora con respecto a Hot Girls Wanted. Lloyd dijo que la narrativa es feminista y que «trata temas como la clase y la raza de formas que no habrás visto antes». Kate Lloyd de Time Out elogió los dos primeros episodios y dijo que la serie «probablemente desafiará su comportamiento y complicidad» en relación con «el sexo, la intimidad y las relaciones».
Jo Livingstone de The New Republic criticó los estándares éticos de la producción, diciendo que «promulgan precisamente el tipo de objetivación y deshumanización que pretenden criticar» y que la «falta de interés» del documental en el consentimiento «debería alarmar a los espectadores interesados en la ética periodística, la seguridad de las mujeres, o ambas».